# Raffaele Soprani
Raffaele Soprani (Genova, 8 gennaio 1612 – Genova, 2 gennaio 1672) è stato uno storico, pittore e politico italiano.

## Biografia
Nato da una nobile famiglia senatoriale della Repubblica di Genova, fu lui stesso due volte senatore. Di solida cultura umanistica, si dedicò anche alla pittura studiando con Giulio Benso, da cui apprese la tecnica della prospettiva. Fu influenzato anche dallo stile di Sinibaldo Scorza e di Gottfried Wals e fu amico di Pellegro Piola. 
La sua attività artistica tuttavia è nota solo dalle fonti, non conoscendosi suoi dipinti certi, confusi con le molte ripetizioni di artisti suoi contemporanei da lui imitati.
La sua principale importanza storica deriva dall'aver redatto una raccolta di Vite de’ pittori, scultori ed architetti genovesi, e de' forestieri che in Genova operarono, preziosa fonte di informazioni per la storia dell'arte in Liguria, edita nel 1674, la cui accuratezza documentale - ancorché imprecisa in varie attribuzioni - è stata generalmente accertata.